# Platyplectrurus madurensis
Platyplectrurus madurensis är en ormart som beskrevs av Beddome 1877. Platyplectrurus madurensis ingår i släktet Platyplectrurus och familjen sköldsvansormar.
Arten förekommer i bergstrakten Västra Ghats i södra Indien. Den vistas i regioner som ligger 1200 till 1800 meter över havet. Platyplectrurus madurensis lever i skogar, i teodlingar och i trädgårdar. Den gräver i marken eller i lövskiktet. Honor lägger inga ägg utan föder 4 till 5 levande ungar per kull.
Beskrivningen av underarten P. m. ruhanae utfördes med hjälp av en individ som ingick i en leverans från Indien och Sri Lanka. Det är oklart var exemplaret samlades in.
Beståndet hotas av skogsavverkningar och andra landskapsföreändringar. Dessutom lever ormen i en begränsad region. IUCN kategoriserar arten globalt som starkt hotad (EN).

## Underarter
Arten delas in i följande underarter:
- P. m. madurensis
- P. m. ruhanae